# Чольбе, Генрих
Генрих Чольбе (30 декабря 1819, Кацке под Данцигом — 19 февраля 1873, Кёнигсберг) — германский военный врач и философ-материалист, научный писатель.

## Биография
Родился в семье помещика. С 1840 года изучал медицину в университетах Бреслау, Гейдельберга и Берлина. В 1844 году получил степень доктора медицины за работу «Принципы физиологии», после чего занимался частной врачебной практикой. С 1848 года служил военным врачом, с 1859 года был штабным лекарем в Шпремберге и с 1860 по 1867 год главным гарнизонным лекарем и хирургом в Кёнигсберге. Уже середины 1850-х годов начал писать статьи по философии; в 1867 году ушёл с военно-медицинской службы и посвятил свою жизнь философским исследованиям: изучал труды Иммануила Канта, Баруха Спинозы, Георга Вильгельма Фридриха Гегеля и Фридриха Шлейермахера.
Согласно ЭСБЕ, Чольбе может считаться одним из главных представителей материализма периода его возрождения в 1850-е годы в немецкой философии. После спора о душе на съезде естествоиспытателей в Геттингене (1854) и выхода в свет первых сочинений Фохта и Молешотта одновременно с «Stoff und Kraft» Бюхнера вышла первая значительная работа его авторства: «Neue Darstellung des Sensualismus». В ней Чольбе выступал сдержанным защитником материализма, который принимается им лишь как вероятная гипотеза, но не догмат. Провозглашая чувственный и наглядный характер всякого познания, Чольбе отвергал реальность всего сверхчувственного и пытался утвердить мораль на принципе «Довольствуйся данным миром». Стремление восполнять чувственный, материальный мир ещё умопостигаемым, сверхчувственным, свидетельствует, по его мнению, не о силе, а о слабости нравственного чувства; всякое желание трансцендентности он отвергал и рассматривал как аморальное.
Этому натуралистическому принципу Чольбе оставался верен и впоследствии, но его материализм претерпел эволюцию, сходную со взглядами тяготевших к материализму Конта и Бюхнера, то есть замену материализма панпсихизмом в форме гилозоизма. В сочинении «Die Grenzen und der Ursprung der menschlichen Erkenntniss» (1865) Чольбе признавал невозможным вывести психическое из физического и склонялся к панпсихизму. Первичными данными он признавал одушевлённые атомы и на этом основании говорил о существовании мировой души. В посмертном его труде «Grundzüge einer extensionalen Erkenntnisstheorie» (1875; была издана часть работы, остальное сохранилось в рукописях) единой мировой субстанцией провозглашается пространство, заполненное атомами, которые представляют собой ощущения. Эти элементарные ощущения, по мнению Чольбе, пространственны; комбинации их порождают сознательную психическую жизнь в организмах. Разнообразие организмов обусловлено исконным различием структуры атомов (схожих взглядов придерживался и Дюринг). Признавая мир целесообразно устроенным (как и Дюринг), Чольбе считал его вечным, упорно отвергая возможность гибели нашей планетной системы. В воззрениях своего последнего периода Чольбе напоминал Конта, пришедшего к одушевлению планет и даже пространства, как носителя психических возможностей.
Другие известные работы Чольбе: «Entstehung des Selbstbewusstseins» (1856); статья о математике как идеале всех наук (считал, что она создаёт более наглядную ясность, чем даже механика, хотя первоначально рассматривал именно механику идеалом познания; признавал ясность главной характеристикой любой гипотезы и теории) в «Zeitschrift für exacte Philosophie» (том VI, 1866).